# 王崇文 (1871年)
王崇文（1871年—1935年）原名兆斌，字子翰，福建闽县马尾人。中华民国海军将领，东北海军的奠基人。

## 生平

### 早年生涯
王崇文早年在马尾念私塾。光绪二十一年（1895年），王崇文毕业于天津水师学堂第五期驾驶班。此后王崇文入北洋水师。清朝末年，王崇文曾在东三省任候补道员，曾任哈尔滨邮船局总办等职。
中华民国成立后，王崇文重归海军任职，1912年9月7日，任北京政府海军部视察。1913年1月17日授海军中校，5月16日调任海军部军需司司长。10月27日复任海军部视察。1913年12月15日，王崇文被海军部派任政治会议议员。1914年5月25日晋升海军上校。
1915年12月17日派驻英国任中国驻英国公使馆海军武官，兼驻英海军留学生监督处监督、驻美海军留学生监督处监督，他一直任至1916年9月14日才被免职。1916年1月14日获三等文虎章，6月任海军部参事，12月4日兼任海军部视察，12月9日获三等嘉禾章。1917年3月8日授海军少将。1917年10月7日，王崇文获晋给二等嘉禾章。

### 组建江防舰队
1917年，俄国十月革命爆发，时任海军部少将参事的王崇文向海军部提议，趁机从俄国手中收回黑龙江航权。他的提议获得海军总长萨镇冰的赞同，北京政府乃决定收回黑龙江及松花江的航权。上海海军总司令公署第二舰队抽调了江亨舰、利捷舰、利绥舰、利川舰于1917年7月离开上海北上，1918年经伯力抵达哈尔滨。1918年5月，王崇文被调离海军部参事职位。1918年10月19日晋给二等文虎章。1919年初，海军部派王崇文到黑龙江省勘察松花江、黑龙江情况，同黑龙江督军鲍贵卿接洽筹办江防事宜，同年3月王崇文调查完毕，回北京复命。经过调查，王崇文认为仅靠上海调来的这四艘舰难以满足黑龙江、松花江巡防的要求，遂向海军部汇报，获海军部同意向原松花江戊通公司购买三艘商船改为军舰，命名为江平舰、江安舰、江通舰，并且接收了中东铁路的一艘炮船，命名为利济舰，这样凑成了八艘舰船，组成江防舰队。
1919年7月2日，海军部特设吉黑江防筹备处，7月15日王崇文任处长，10月14日获三等宝光嘉禾章。1920年5月22日海军部在哈尔滨设吉黑江防司令公署，王崇文任司令。1921年4月23日加二等大绶嘉禾章。

### 投奔奉军
1922年奉军在第一次直奉战争中失败，张作霖率奉军将领们乘火车逃出山海关，途经秦皇岛时遭到萨镇冰率舰队炮击。自此，张作霖认识到了海军的重要，乃派总参议杨宇霆与赴北京途中的王崇文联系。
1922年5月19日，吉黑江防司令公署暨吉黑江防舰队在王崇文的率领下脱离北京政府，投靠张作霖，王崇文继续任吉黑江防舰队司令。1922年8月，东三省保安司令部航警处（少将处长沈鸿烈）成立，吉黑江防舰队划归航警处节制。1923年5月17日，由于江防舰队的军费不合东北当局新制定的规章，王崇文被张作霖以军费“报销不实”为由撤职，吉黑江防舰队司令改由毛钟才继任。后来，1925年冬，吉黑江防舰队改称东北江防舰队，吉黑江防司令公署改称舰队部，直属江海防总指挥部（总指挥沈鸿烈）。

### 晚年
此后，王崇文居于北京，后迁居上海，不久回到故乡马尾。
1935年，王崇文在马尾病逝，享年64岁。其灵柩被陈绍宽派军舰专程自马尾运往上海，葬于上海万国公墓。

## 家庭
- 父：王发惠，早年为进出口轮船供应食物及燃料
- 长兄：王文纲
- 二兄：王文举
- 三兄：王子禧
- 弟弟：王子聪

（王崇文在兄弟中排行第四）
- 王崇文育有一子四女，第三女王碧珍（音）的丈夫袁晋1927年时任马尾造船所第三任所长[2]。